# Instituto Estadual do Patrimônio Cultural

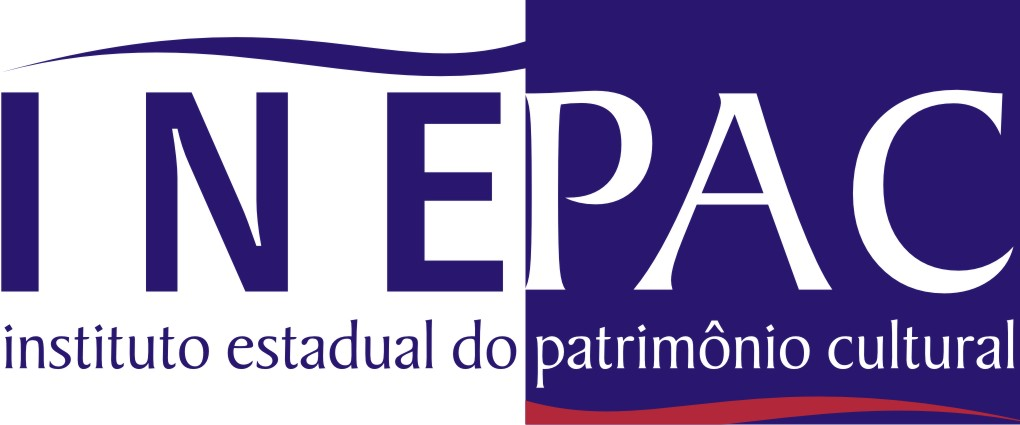

O Instituto Estadual do Patrimônio Cultural (INEPAC) é o órgão subordinado à Secretaria de Estado de Cultura do Rio de Janeiro, no Brasil, ao qual compete desenvolver ações para a preservação do patrimônio cultural e artístico no âmbito do território fluminense. A sua atuação, entretanto, não exclui a dos órgãos congêneres, federal (Instituto do Patrimônio Histórico e Artístico Nacional, IPHAN) e municipal (Subsecretaria do Patrimônio Cultural, Intervenção Urbana, Arquitetura e Design). 
Atualmente, o Instituto funciona nas dependências da Biblioteca Parque Estadual.

## História
Iniciou as suas atividades em 15 de julho de 1965, data do primeiro tombamento estadual no Rio de Janeiro, quando a capital ainda era Niterói, já que a cidade do Rio de Janeiro era compreendida no estado da Guanabara na época, sendo que a fusão ocorreu em 1975. Para atingir as suas finalidades desenvolve estudos e pesquisas sobre bens culturais de real interesse, elabora pareceres técnicos, procede tombamentos e fiscaliza os bens tombados.
O tombamento é a inscrição do bem considerado como patrimônio histórico, artístico ou paisagístico em livro próprio (ou tombo), com a discriminação das características que o individualizam.

## Patrimônio
Segundo o Decreto-Lei nº 2, de 11 de abril de 1969, podem ser considerados de interesse para a preservação os bens públicos ou particulares com as seguintes características:
- construções e obras de arte de notável qualidade estética ou representativas de determinada época ou estilo;
- prédios, monumentos e documentos vinculados a fato memorável da história local ou a pessoa de excepcional notoriedade;
- monumentos naturais, sítios e paisagens que possuam especial atrativo ou sirvam de habitat a espécimes interessantes da flora ou da fauna local;
- sítios arqueológicos.

## Legislação
-Decreto-Lei nº 2, de 11 de abril de 1969
-Lei nº 509, de 3 de dezembro de 1981
-Decreto nº 5.808, de 13 de julho de 1982
-Constituição do Estado do Rio de Janeiro, de 5 de outubro de 1989
-Decreto nº 23.055, de 16 de abril de 1997
-Decreto-Lei nº 25, de 30 de novembro de 1937

## Galeria

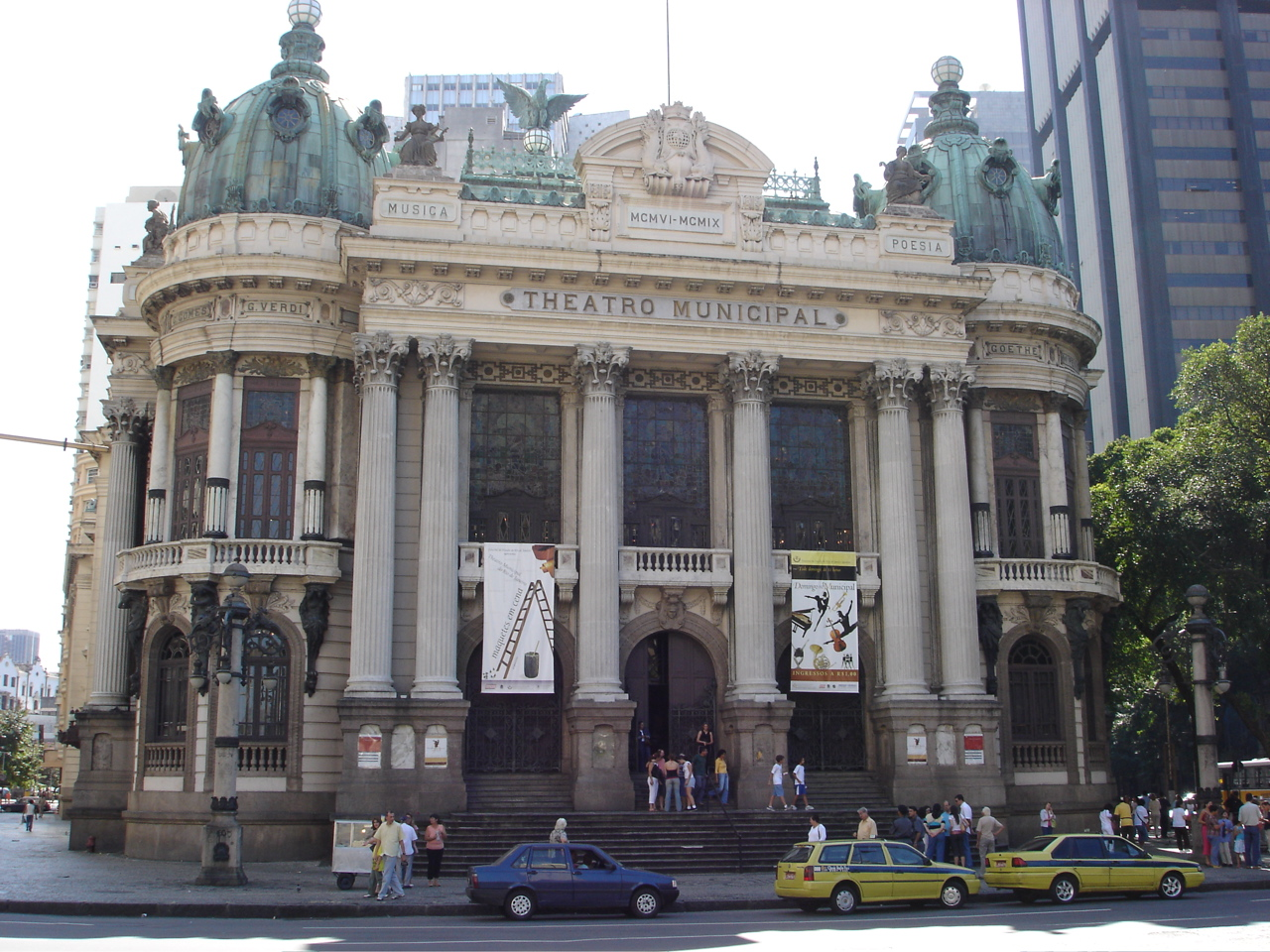
Teatro Municipal
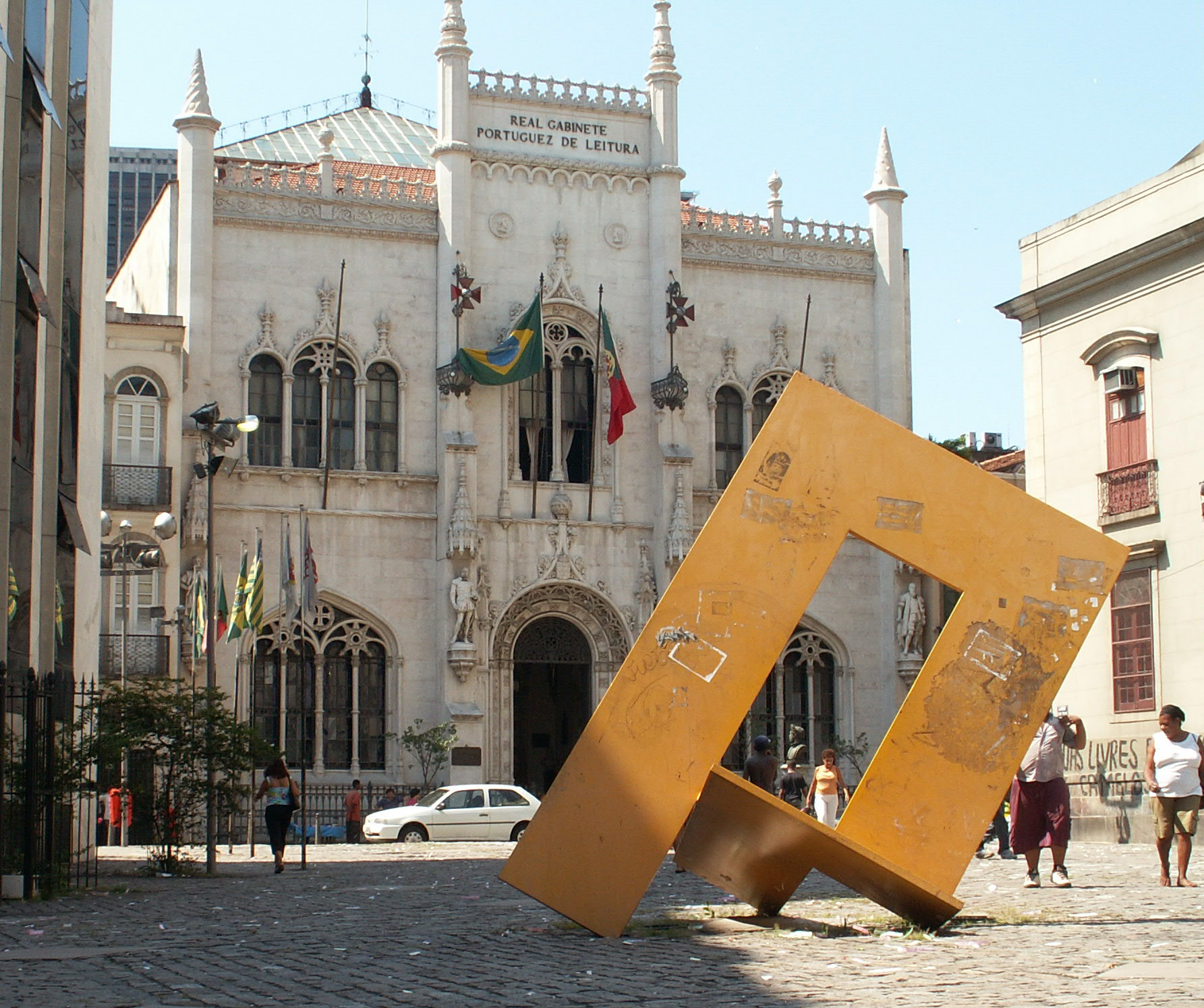
Real Gabinete Português de Leitura
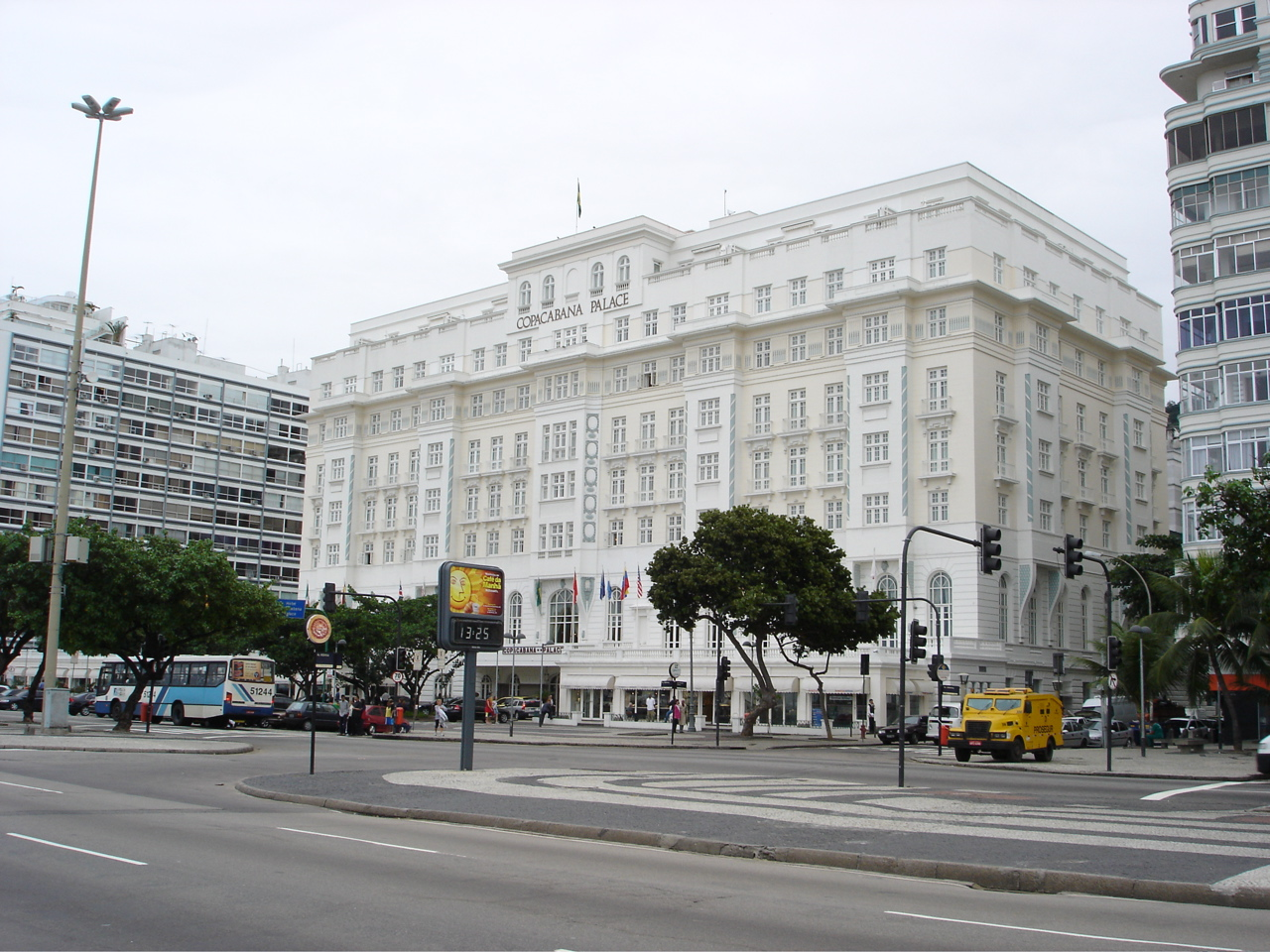
Hotel Copacabana Palace
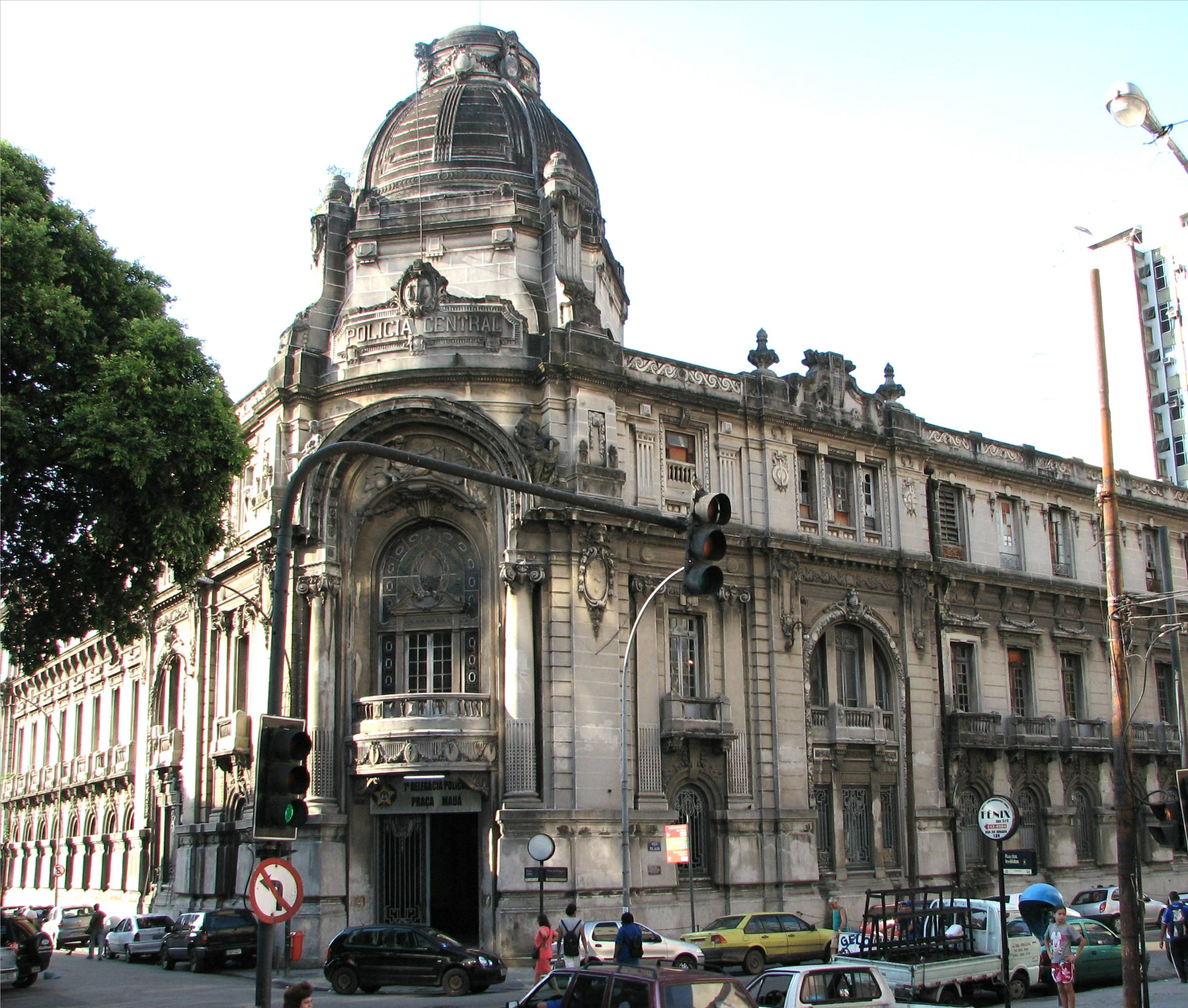
Museu da Polícia Civil
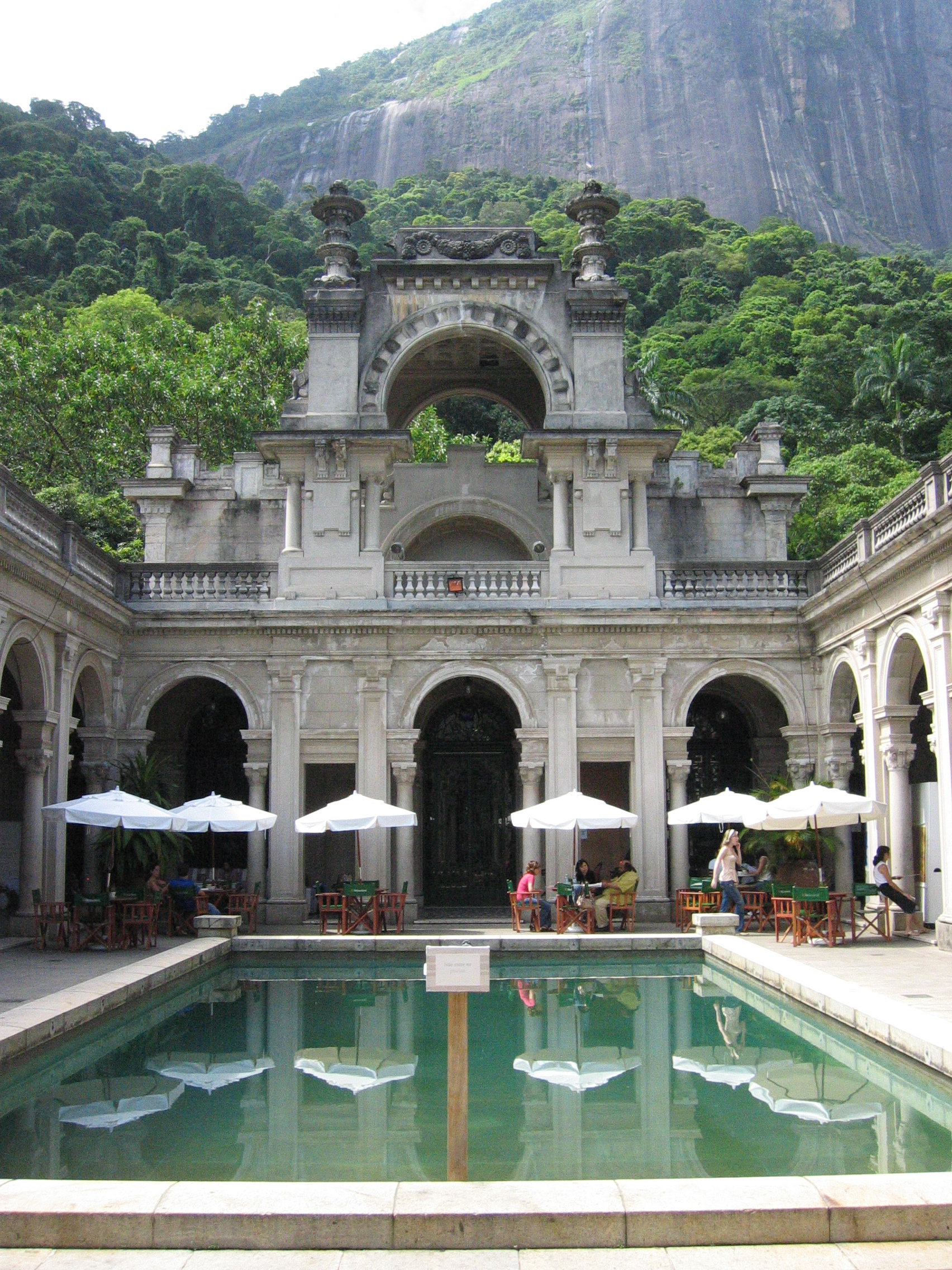
Parque Lage
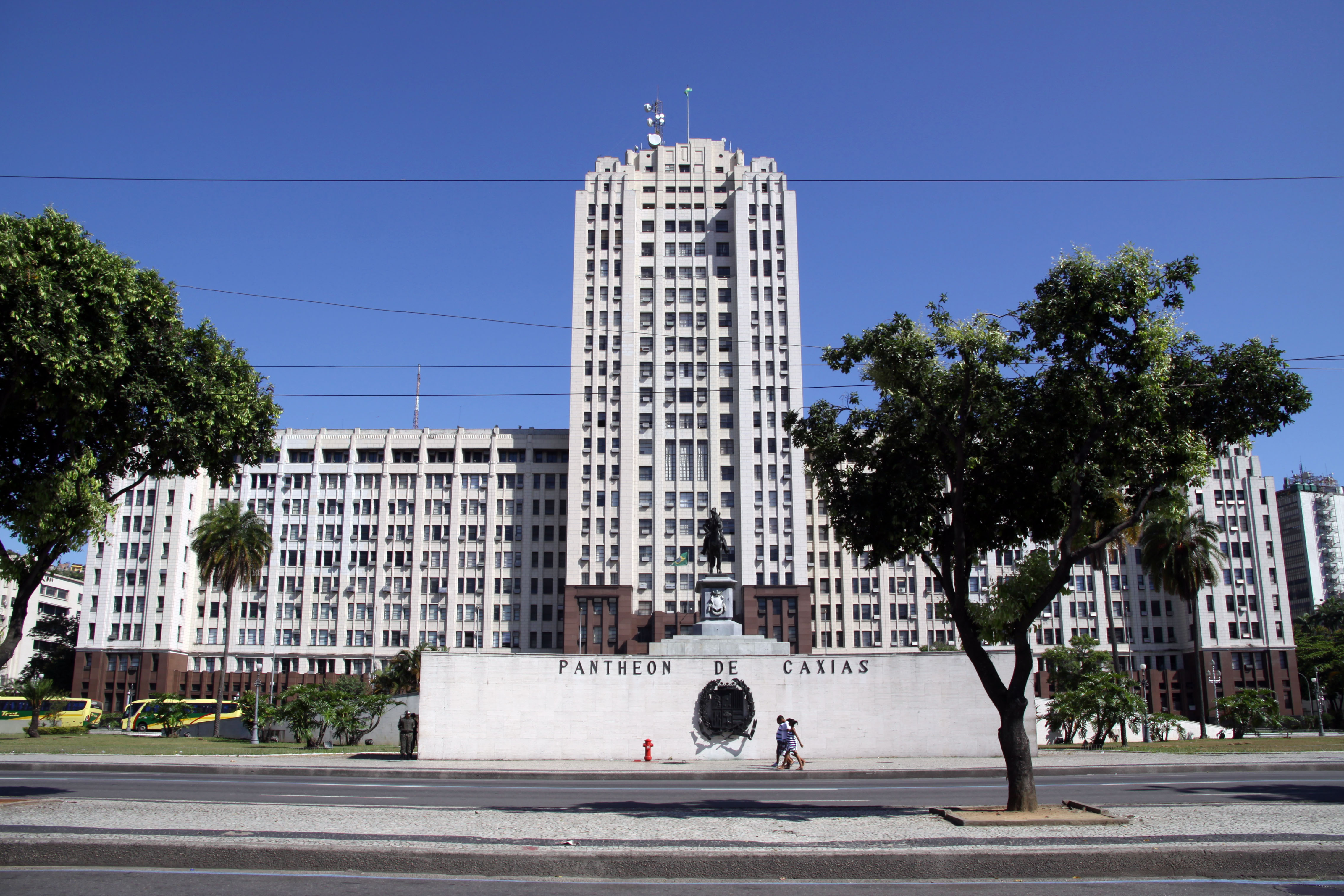
Palácio Duque de Caxias
Hotel Quitandinha - Petrópolis
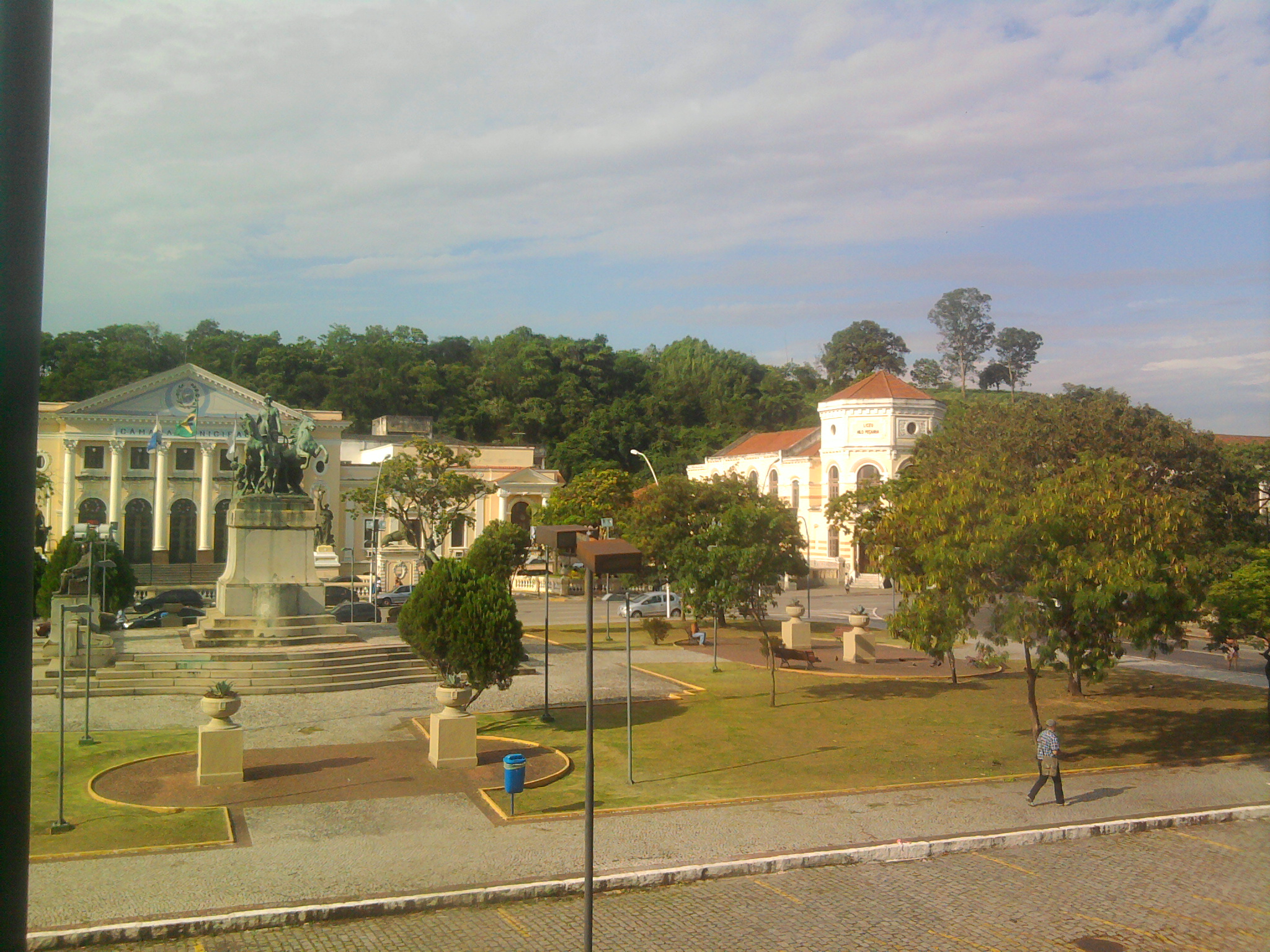
Praça da República de Niterói e conjunto cívico
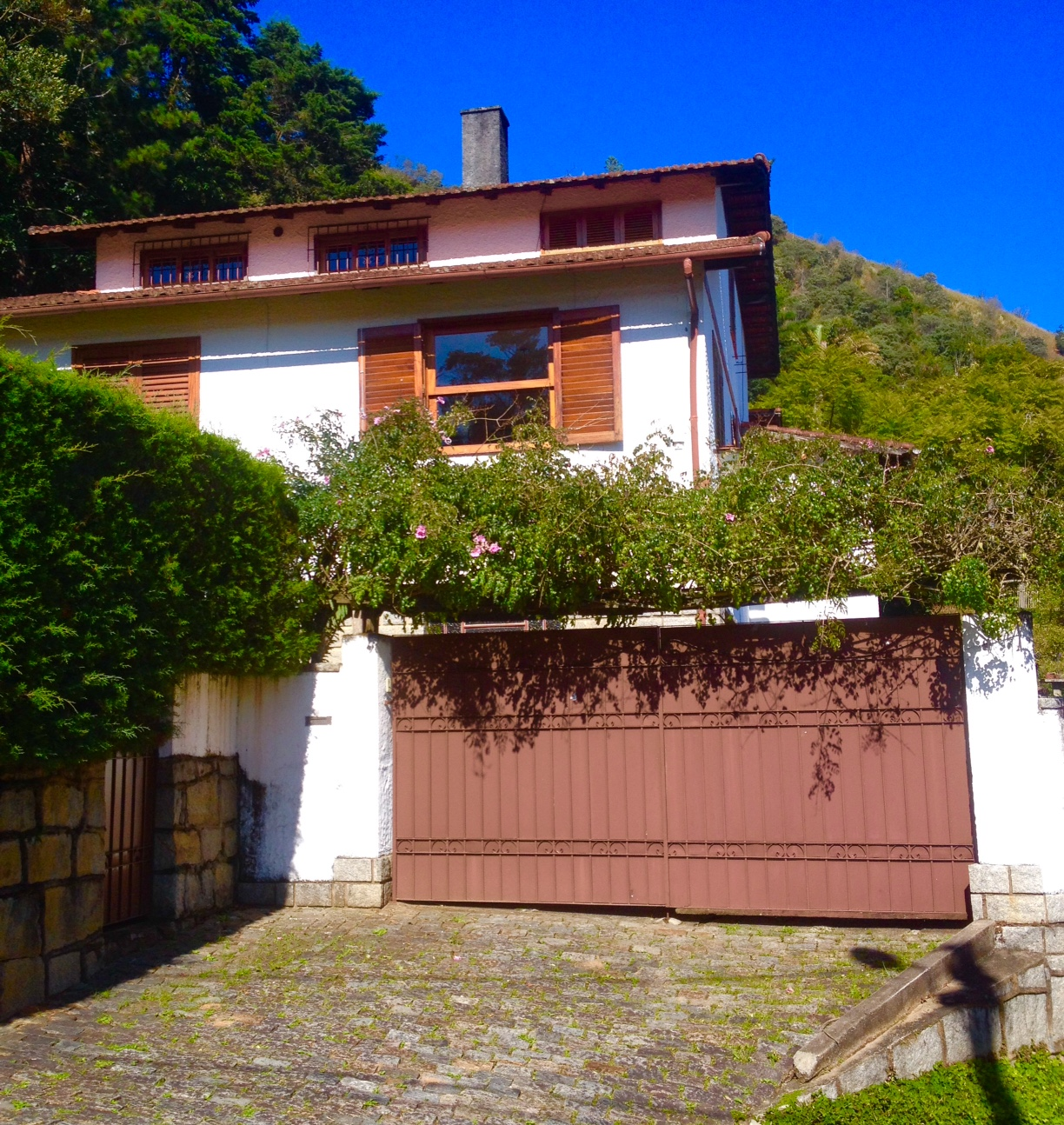
Casa da Morte